# Elsa Pfister-Kaufmann
Elsa Pfister-Kaufmann (* 2. Mai 1893 in Straßburg; † 13. November 1955 in Darmstadt) war eine deutsche Malerin.

## Leben
Elsa Pfister-Kaufmann erhielt ihre Ausbildung an den Kunstgewerbeschulen in Straßburg und Berlin bei Leo von König und Emil Orlik sowie in Paris bei Luc-Olivier Merson.
Im Jahre 1918 heiratete sie den Maler Julius Kaufmann. 1920 zogen beide nach Darmstadt. 1921 beteiligte sie sich als Gast an der Jahresausstellung der „Darmstädter Gruppe“.

## Werk
Elsa Pfister-Kaufmann war vorwiegend als Porträtistin tätig, daneben entstanden Landschaftsbilder und Stillleben.